# France-IX
France-IX ist ein Internet-Knoten in Paris. Gegründet wurde er im Juni 2010 als Mitgliederorganisation. Er verbindet mehr als 420 Netze, was ihn zum größten Internet-Knoten in Frankreich macht.

## Geschichte
Die Idee zur Gründung von France-IX hatten Raphael Maunier (arbeitete für Neo Telecoms) und Maurice Dean (arbeitete für Google) 2008 in Dublin. Der Internet-Knoten, anfangs PhoenIX genannt, ging im Dezember 2008 online. Christian Kaufmann (arbeitet für Akamai) und Nicolas Strina (arbeitete für Jaguar Network) schlossen sich der Initiative an.
Im Anschluss an die Präsentation wurde eine Umfrage an die Gemeinschaft der Internet-Netzwerke geschickt. Die Ergebnisse dieser Umfrage wurden während der FRnOG 14 im Juni 2009 präsentiert. Seitdem bekam die Arbeitsgruppe die offizielle finanzielle und logistische Unterstützung von Jaguar Network, Google, Akamai, Interxion und Neo Telecoms und wurde in France-IX umbenannt.
Die erste internationale Präsentation des Projektes fand auf der RIPE 59 in Lissabon statt.

## Organisation
France-IX besteht aus einem gemeinnützigen Verein, bei dem jedes Mitglied eine Stimme hat, sowie aus einem kommerziellen Unternehmen, welches zu 100 % im Besitz des Vereins ist und für den täglichen Betrieb verantwortlich ist. Wenn ein Netzwerk die Dienste von France-IX bucht, wird es Mitglied des Vereins und erhält das Stimmrecht bei der Generalversammlung. Derzeit gibt es 278 Mitglieder.
Seit August 2015 hat France-IX acht Vorstandsmitglieder. Sechs davon sind Unternehmenssitze (Akamai, Bouygues Telecom, Cloudflare, Google, Jaguar Network und Schneider Electric) und zwei davon sind Einzelpersonen (Bocar Kane und Clément Cavadore) zugeordnet.

## Netzwerk
France-IX betreibt 12 Points of Presence (PoP).
- Interxion 1, Aubervilliers
- Interxion 2, Aubervilliers
- Interxion 5, Saint-Denis
- Telehouse 2, Paris
- Telehouse 3, Magny-les-Hameaux
- Equinix-Telecity PA6 Condorcet, Aubervilliers
- Equinix-Telecity PA7 Courbevoie, Courbevoie
- Scaleway Datacenter DC2, Vitry-sur-Seine
- Scaleway Datacenter DC3, Vitry-sur-Seine
- Interxion MRS1, Marseille
- Interxion MRS2, Marseille
- Jaguar Network MRS01, Marseille

Außerdem besteht die Möglichkeit eines Remote Peering über einen Reseller.

## Anschlussmöglichkeiten
Zum Anschluss an den France-IX stehen zwei Arten von Ports mit verschiedenen Bandbreiten zur Verfügung.
| Port         | Traffic                   |
| ------------ | ------------------------- |
| 1 Gbit/s LX  | Traffic bis zu 100Mbit/s  |
| 1 Gbit/s LX  | Traffic bis zu 200 Mbit/s |
| 1 Gbit/s LX  | Datenrate der Leitung     |
| 10 Gbit/s LR | Traffic bis zu 1Gbit/s    |
| 10 Gbit/s LR | Traffic bis zu 2Gbit/s    |
| 10 Gbit/s LR | Datenrate der Leitung     |

## Dienste
France-IX bietet folgende Dienste an:
- Public Peering: Unicast & multicast IPv4, unicast IPv6
- Verbindungen zu 5 Internet-Knoten in Frankreich, Italien und Luxemburg
- Private Peering (Ausgewählte Nutzergruppe)
- NTP Synchronisierung
- Route-Server (mit Community-Feature)
- Webportal: privater Login für Mitglieder, persönliche Trafficstatistik
- 24/7 NOC

## Partner
France-IX betreibt zur Förderung des Datenaustauschs fünf Verbindungen zu anderen Internet-Knoten in Frankreich und Europa.
- SFINX mit Sitz in Paris, betrieben von French academic network (RENATER)
- Lyonix mit Sitz in Lyon, Frankreich, betrieben von Rezopole
- LU-CIX mit Sitz in Luxemburg
- TouIX mit Sitz in Toulouse, Frankreich
- TopIX mit Sitz in Torino, Italien[4]

Im Jahr 2012 führte France-IX ein Resellerprogramm ein und gewann hierfür bis 2015 sieben Partner.

## Veranstaltungen
- France-IX war Gastgeber des 26. Euro-IX Forum, welches vom 12. April 2015 bis zum 14. April 2015 in Marseille veranstaltet wurde.[9]
- France-IX leitete drei Trainingseinheiten zur Unterstützung der Komoren[10] und Guinea baute drei eigene Internet-Knoten auf.